# Ирландия на Европейских играх 2015
Ирландия на I Европейских играх, которые прошли в июне 2015 года в столице Азербайджана, в городе Баку, была представлена 63 спортсменами в 14 видах спорта.

## Награды

### Золото
| Золото |               |                          |
| #      | Спортсмены    | Вид спорта (дисциплина)  |
| 1      | Майкл О'Рейли | Бокс (мужчины, до 75 кг) |
| 2      | Кэти Тейлор   | Бокс (женщины, до 60 кг) |

### Серебро
| Серебро |               |                          |
| #       | Спортсмены    | Вид спорта (дисциплина)  |
| 1       | Брендан Ирвин | Бокс (мужчины, до 49 кг) |

### Бронза
| Бронза |                       |                                    |
| #      | Спортсмены            | Вид спорта (дисциплина)            |
| 1      | Шон Маккомб           | Бокс (мужчины, до 60 кг)           |
| 2      | Сэм Маги, Джошуа Маги | Бадминтон (мужчины, парный разряд) |
| 3      | Сэм Маги, Хлое Маги   | Бадминтон (микст)                  |

## Состав команды
Триатлон
- Рассел Уайт
- Аарон О’Брайан
- Эйлин Рид

## Результаты

### Карате
Соревнования по карате проходили в Бакинском кристальном зале. В каждой весовой категории принимали участие по 8 спортсменов, разделённых на 2 группы. Из каждой группы в полуфинал выходили по 2 спортсмена, которые по системе плей-офф разыгрывали медали Европейских игр.
Женщины
| Соревнование | Спортсмены   | Групповой этап                  | Групповой этап               | Групповой этап           | Групповой этап | 1/2 финала            | Финал                 | Итоговое место        |
| Соревнование | Спортсмены   | 1 поединок                      | 2 поединок                   | 3 поединок               | Место          | 1/2 финала            | Финал                 | Итоговое место        |
| ------------ | ------------ | ------------------------------- | ---------------------------- | ------------------------ | -------------- | --------------------- | --------------------- | --------------------- |
| Ката         | Карен Долфин | Группа A                        | Группа A                     | Группа A                 | Группа A       | Завершила выступление | Завершила выступление | Завершила выступление |
| Ката         | Карен Долфин | Сандра Санчес Хайме (ESP) П 0:5 | Вероника Мискова (CZE) П 0:5 | Санди Скордо (FRA) П 0:5 | 4              | Завершила выступление | Завершила выступление | Завершила выступление |

### Триатлон
Соревнования по триатлону состояли из 3 этапов — плавание (1,5 км), велоспорт (40 км), бег (9,945 км).
Мужчины
| Соревнование | Спортсмены     | Плавание | Смена | Велоспорт | Смена | Бег   | Итоговое время | Место | Отставание |
| ------------ | -------------- | -------- | ----- | --------- | ----- | ----- | -------------- | ----- | ---------- |
| Мужчины      | Рассел Уайт    | 19:28    | 0:50  | 57:37     | 0:26  | 36:20 | 1:54:41        | 36    | +6:10      |
| Мужчины      | Аарон О’Брайан | 20:16    | 0:46  | 1:00:18   | 0:30  | DNF   | —              | —     | —          |

Женщины
| Соревнование | Спортсмены | Плавание | Смена | Велоспорт | Смена | Бег   | Итоговое время | Место | Отставание |
| ------------ | ---------- | -------- | ----- | --------- | ----- | ----- | -------------- | ----- | ---------- |
| Женщины      | Эйлин Рид  | 20:46    | 0:47  | 1:06:19   | 0:29  | 35:37 | 2:03:58        | 6     | +3:30      |